# Laccophilus yvietae
Laccophilus yvietae là một loài bọ cánh cứng trong họ Bọ nước. Loài này được Le Guillou miêu tả khoa học năm 1844.